# Marion Thénault
Marion Thénault (Sherbrooke, 9 aprile 2000) è una sciatrice freestyle canadese, specialista nei salti, vincitrice della medaglia di bronzo alle Olimpiadi invernali di Pechino 2022.

## Palmarès

### Giochi olimpici
- 1 medaglia:
  - 1 bronzo (salti a squadre miste a Pechino 2022)

### Coppa del Mondo
- Miglior piazzamento nella Coppa del Mondo di salti: 3ª nel 2021, nel 2023 e nel 2024
- 11 podi:
  - 4 vittorie
  - 3 secondi posti
  - 4 terzi posti

#### Coppa del Mondo - vittorie
| Data            | Luogo     | Paese      | Disciplina |
| --------------- | --------- | ---------- | ---------- |
| 12 marzo 2021   | Almaty    | Kazakistan | AE         |
| 21 gennaio 2023 | Le Relais | Canada     | AE         |
| 3 dicembre 2023 | Ruka      | Finlandia  | AE         |
| 10 marzo 2024   | Almaty    | Kazakistan | AE         |

Legenda:

AE = Salti